# Ernandes Dias Luz
Ernandes Dias Luz, genannt Ernandes, (* 11. November 1985 oder 1987 in São Félix do Araguaia, MT) ist ein brasilianischer Fußballspieler. Der Linksfüßer wird im zentral defensivem Mittelfeld eingesetzt.

## Karriere
Ernandes begann seine Laufbahn 2005 beim unterklassigen Ferroviário AC (CE). Danach wechselte er jährlich den Klub, u. a. 2009 in Norwegen bei Brann Bergen, blieb aber in den unteren Spielklassen haften. In der obersten brasilianischen Spielklasse kam er 2010 im Rahmen eines Leihgeschäftes an. Er kam zum Ceará SC. Mit diesem bestritt er am 9. Mai 2010 sein erstes Série A Spiel. Beim 1:0 über Fluminense Rio de Janeiro wurde er in der 58. Minute für Thyago Fernandes eingewechselt. Sein erstes Tor in der Liga erzielte er in derselben Saison. Am 23. Juli 2010 im Spiel gegen Guarani FC traf Ernandes in der 53. Minute zum 0:1 (Entstand 1:1).
Im Rahmen eines weiteren Leihgeschäftes kam Ernandes 2011 in der laufenden Série A 2011 zu Atlético Goianiense. Dieser nahm den Spieler 2012 fest unter Vertrag. Mit dem Klub bestritt er sein erstes Spiel auf internationaler Ebene. In der Copa Sudamericana 2012 trat er am 23. August 2012 gegen den Figueirense FC an. Das Spiel endete nach der regulären Spielzeit 1:1. Im anschließenden Elfmeterschießen verwandelte er den dritten Schuss seines Teams zum 2:3 (Entstand 2:4).
Anfang 2014 wurde der Wechsel von Ernandes in die Republik Moldau zu Sheriff Tiraspol bekannt. Mit dem Klub trat er in Qualifikationsrunde zur UEFA Champions League 2014/15, in den Play-offs der UEFA Europa League 2014/15 und der Qualifikationsrunde zur UEFA Europa League 2014/15 an. In seiner ersten Saison gewann Ernandes hier die nationale Meisterschaft und im zweiten Jahr den Pokal.
2015 ging es für den Spieler wieder zurück nach Brasilien. Zunächst zum Ceará SC, wo er zu keinen Einsätzen kam. Ab Januar 2016 spielte er dann für América Mineiro. Dieser hatte in der Saison 2015 den vierten Tabellenplatz in der Série B erreicht und sich damit für die Série A 2016 qualifiziert. Ende 2017 verließ Ernandes den Klub wieder. 2018 spielte er in den Staatsmeisterschaften zunächst wieder für Ceará und in der nationalen Meisterschaft für den Goiás EC. Nachdem er Anfang 2019 zunächst ohne neuen Klub war, nahm er im April 2019 ein Angebot von Chapecoense an, um mit diesem in der Série A anzutreten. Mit nur zwei Einsätzen (kein Tor) wurde er im August vorzeitig entlassen.
Ernandes wechselte zur Saison 2020 zum Mirassol FC. Mit diesem trat er in der Staatsmeisterschaft von São Paulo an. Im August des Jahres wurde er an AA Ponte Preta ausgeliehen. Mit dem Klub trat er in der Série B 2020 (14 Spiele, ein Tor) und dem Copa do Brasil 2020 (zwei Spiele, kein Tor) an. Nach Abschluss der Série B kehrte Ernandes im Februar 2021 zu Mirassol zurück. Mit diesem trat er noch in der Staatsmeisterschaft an. Danach wechselte er zum CS Alagoano. Mit dem Klub trat in der Saison noch in der Série B 2021 an (22 Spiele, ein Tor). Bei dem Klub blieb er bis Saisonende 2023. Dann wechselte er zum Ferroviário AC (CE). Im selben Jahr noch ging er zum Joinville EC.

## Erfolge
Sheriff Tiraspol
- Divizia Națională: 2013/14
- Moldauischer Fußballpokal: 2014/15

América
- Campeonato Mineiro: 2016
- Campeonato Brasileiro de Futebol – Série B: 2017

Ceará
- Staatsmeisterschaft von Ceará: 2018